# آنتونی رابرسون
آنتونی رابرسون (انگلیسی: Anthony Roberson؛ زادهٔ ۱۴ فوریهٔ ۱۹۸۳) بازیکن بسکتبال اهل ایالات متحده آمریکا است.
از باشگاه‌هایی که در آن بازی کرده‌است می‌توان به ممفیس گریزلیز، گلدن استیت واریرز، شیکاگو بولز، و نیویورک نیکس اشاره کرد.